# ستيفن أو. موراي
ستيفن أو. موراي (بالإنجليزية: Stephen O. Murray)‏ هو عالم اجتماع وعالم إنسان أمريكي، ولد في 4 مايو 1950 في سانت بول في الولايات المتحدة، وتوفي في 27 أغسطس 2019.